# جوئی مک‌اینتایر
جوئی مک‌اینتایر (انگلیسی: Joey McIntyre؛ زادهٔ ۳۱ دسامبر ۱۹۷۲) یک خواننده-ترانه‌پرداز و عضو گروه نیو کیدز آن د بلاک و بازیگر اهل ایالات متحده آمریکا است.

## گزیده فیلمشناسی
از فیلم‌ها یا برنامه‌های تلویزیونی که وی در آن نقش داشته است می‌توان به آثار زیر اشاره کرد.
- تمام این‌ها (۱۹۹۹)
- در برادوی (۲۰۰۶)
- سی‌اس‌آی: نیویورک (۲۰۱۱)
- غیب‌گو (مجموعه تلویزیونی) (۲۰۱۱)
- شب سال نو (فیلم ۲۰۱۱) (۲۰۱۱)
- ۹۰۲۱۰ (مجموعه تلویزیونی) (۲۰۱۳)
- مخمصه (فیلم ۲۰۱۳) (۲۰۱۳)